# Savez za narodni pokret
Union pour un mouvement populaire (hrv. Savez za narodni pokret, kratica: UMP) je savez francuskih konzervativnih stranaka osnovan 23. travnja 2002. Predsjednik UMP-a je Jean-Claude Gaudin.

## Povijest

### Osnivanje
Povod za osnivanje bilo je davanje potpore Jaquesu Chiracu u drugom krugu predsjedničkih izbora. U tom smislu naziv je prvobitno bio Union pour la majorité présidentielle (Savez za većinu predsjednika). UDF je osnovana od 360 zastupnika francuske Nacionalne skupštine (franc. Assemblée nationale) iz redova Gaulista (RPR), Zentrističke stranke (UDF) i Liberala.

### Pobjeda na predsjedničkim izborima 2002. i 2007.
UMP pobjednik je na francuskim predsjedničkim izborima 2002. i 2007. Aktualni predsjednik Republike Francuske je član UMP-a Nicolas Sarkozy, kao i francuski premijer François Fillon.

### Poraz na Europskim i regionalnim izborima 2004.
UMP je prvi puta sudjelovala na izborima za francuske regionalne parlamente 2004. i doživjela teški poraz u 20 od 22 regija. Iste godine na izborima za Europski parlament osvojila je svega 17% glasova, iako je pretendirala da zauzme cijeli spektar desnice. Oporbena Socijalistička stranka (PS) pobijedila je dobivši 29% glasova.

### Pobjeda na izborima za nacionalnu skupštinu 2007.
Na izborima za 13. saziv Nacionalne skupštine UMP pobjeđuje uvjerljivo. U prvom krugu osvaja 39.5%, u drugom 46,6% i dobiva 313 zastupnika. Zajedno sa strankom Novi centar (Nouveau centre) koji ima 22 zastupnika i još 10 zastupnika iz stranaka desnog-centra većina za predsjednika broji 345 zastupnika. Francuska ljevica ukupno dobiva 222 zastupnika.

### Predsjednici UMP-a
- Alain Juppé (2002. – 2004.)
- Nicolas Sarkozy (2004. – 2007.)
- Jean-Claude Gaudin (2007.-)

## Članstvo u međunarodnim organizacijama
UMP je članica europske stranke Europske pučke stranke (EPP) i Međunarodne demokratske unije (IDU).

## Politički podmladak
Politički podmladak nosi naziv Jeunes Populaires.

## Povezane stranke
- Parti radical valoisien (PRV)
- Forum des Républicains Sociaux (Forum) stranka Christine Boutin, aktualne francuske ministrice za stambene i urbane gradnje
- Centre National des Indépendants et Paysans (CNIP)

## Poveznice
- Nicolas Sarkozy
- Francuska
- Europska pučka stranka

## Vanjske poveznice
- http://www.u-m-p.org  Arhivirana inačica izvorne stranice od 21. svibnja 2015. (Wayback Machine) - službene stranice UMP-a
- http://www.jeunespopulaires.com Le Mouvement des Jeunes de l'UMP - službene stranice podmlatka stranke
- http://www.ump.assemblee-nationale.fr  Arhivirana inačica izvorne stranice od 7. srpnja 2006. (Wayback Machine) Groupe UMP à l'Assemblée nationale - Klub zastupnika u nacionalnom parlamentu

- http://www.umpeurope.org Les députés européens UMP - Zastupnici UMP u Europskom parlamentu
- http://www.sarkozy.fr  Arhivirana inačica izvorne stranice od 6. ožujka 2021. (Wayback Machine) Le site de Nicolas Sarkozy - osobna stranica